# Djebel Chelia
Il Djebel Chelia (2.328 m s.l.m. - in arabo جبل شيليا‎?, Jabal Shīliyā) è la vetta più alta nel massiccio dell'Aurès situato nell'Algeria settentrionale. È il secondo picco più alto dell'Algeria dopo il Monte Tahat. Si colloca nella parte occidentale della wilāya (provincia) di Khenchela.